# Schweizer Drohnen- und Robotik-Zentrum
Das Schweizer Drohnen- und Robotik-Zentrum (SDRZ) ist Teil des Eidgenössischen Departements für Verteidigung, Bevölkerungsschutz und Sport und dient zur Bearbeitung von Themen um Robotik für Sicherheitsaufgaben.
Das SDRZ wurde 2017 vom Technologiezentrum des VBS (armasuisse Wissenschaft und Technologie) und dem Armeestab der Schweizer Armee gegründet. Das Zentrum dient als Instrument zur Unterstützung der Schweizer Armee und von Behörden und Organisationen mit Sicherheitsaufgaben bei der Beurteilung von Chancen und Risiken von unbemannten Systemen respektive Robotik. Das SDRZ wird von armasuisse in Zusammenarbeit mit der Schweizer Armee betrieben und durch armasuisse Wissenschaft und Technologie geleitet.

## Infrastruktur und Messmittel
Das Schweizer Drohnen- und Robotik-Zentrum verfügt über Equipment und Infrastrukturen zur Charakterisierung von unbemannten Vehikeln, deren Nutzlast sowie des Gesamtsystems. Unter anderem stehen Labore zur Verfügung zur Beurteilung der Sensorik, der Kommunikation, des elektromagnetischen, ballistischen oder thermischen Schutzes oder der Cybersicherheit. Die Infrastruktur des SDRZ beinhaltet unter anderem EMV-, EKF-, NEMP-, Optronik-, Explosivstoff-Labore, echofreie Kammern sowie Umweltsimulationsanlagen. Zum Testen von Robotern für den Einsatz in der Katastrophenhilfe stehen verschiedene Anlagen, beispielsweise eine Grossbrand- oder Flutanlage zur Verfügung. Zur Beurteilung der Robustheit von Robotern sowie von deren Abwehrbarkeit stehen über- und unterirdische Anlagen zur Verfügung, welche eine Besprengung oder einen Beschuss mit diversen Arten von Armeewaffen zulassen. Während die Anlagen in der Schweiz verteilt sind, befindet sich der Kern in Thun, bei armasuisse Wissenschaft und Technologie.

## Dienstleistungen
Neben Dienstleistungen zur technischen Beurteilung von Kommunikationsmitteln, zur Vermessung von Signaturen sowie zum Testen des Schutzes und der Robustheit, von Mensch-Maschine-Schnittstellen, der Autonomie und Anwendungstauglichkeit von Robotern befasst sich das SDRZ auch mit rechtlichen, ethischen und moralischen Fragen zum Einsatz. Zentral ist auch die Untersuchung von Bedrohungen der Schweiz durch unbemannte Systeme sowie deren Abwehr. Beispielsweise wurden durch das SDRZ Studien durchgeführt zur Charakterisierung der Wirkung der Hohlladung des Slaughterbots-Videos oder zur ethischen Beurteilung von Robotern/unbemannten Systemen im Sicherheitsbereich.
Zum Kompetenzaufbau, zur Sensibilisierung und zum Transfer von Knowhow zu den Kunden führt das SDRZ Informationsveranstaltungen durch.

## Forschung
Zum Auf- und Ausbau der Beurteilungskompetenz betreibt armasuisse W+T Forschungsprogramme und Forschungsprojekte mit nationalen und internationalen Partnern. In Forschungsprojekten und -kooperationen werden u. a. «innovative» Fortbewegungskonzepte, Navigationsmethoden ohne Satellitennavigation (GNSS), Schnittstellen oder Robustheit und Schutz von unbemannten Systemen untersucht. Beispielsweise befasst sich die erste Kooperationsvereinbarung der Schweiz mit der Europäischen Verteidigungsagentur mit dem Thema "Schutz von autonomen Systemen vor gegnerischen Einflüssen". Die Untersuchung von zukünftigen Anwendungen von Robotern durch das SDRZ fokussiert stark auf den Bereich der Katastrophenhilfe, u. a. in Kooperation mit den ABC-Abwehrtruppen der Schweizer Armee.
Das SDRZ betreibt keine Forschung zum Nutzen von letalen, autonomen Waffensystemen (LAWS/AWS), befasst sich aber mit der zusätzlichen Bedrohung, welche für die Schweiz von unbemannten Waffensystemen ausgeht.

## Kunden
Als Kunde wird primär das VBS, insbesondere der Schweizer Armee und armasuisse angesehen und sekundär weitere Behörden und zivile Organisationen mit Sicherheitsaufgaben.

## Partner
Der Kompetenzausbau des SDRZ erfolgt durch Spezialisten von armasuisse, ein Netzwerk an Experten sowie nationale und internationale Forschungsprojekte und Kooperationen. Das SDRZ arbeitet mit öffentlich-rechtlichen Hochschulen (z. B. mit EPFL, ETHZ, UZH, UNISG), Fachhochschulen (z. B. HSR, HSLU, BFH, ZHAW) und nationalen und internationalen Behörden/Organisationen (NATO, EVA, D-A-CH), Forschungseinrichtungen, und Industriepartnern zusammen.